# Арсен Люпен против Шерлока Холмса
«Арсен Люпен против Шерлока Холмса» (нем. Arsène Lupin contra Sherlock Holmes) — немецкий немой драматический киносериал датского режиссёра Вигго Ларсена по мотивам произведения французского писателя Мориса Леблана «Арсен Люпен против Херлока Шолмса». В роли Шерлока Холмса снялся сам Вигго Ларсен, роль Арсена Люпена исполнил немец Пауль Отто.
Сериал состоит из 5 серий.

## Серии
| # | Название                        | Оригинальное название   | Дата премьеры    | Кол-во метров |
| - | ------------------------------- | ----------------------- | ---------------- | ------------- |
| 1 | «Старый помощник»               | Der Alte Sekretar       | 20 августа 1910  | 345           |
| 2 | «Голубой бриллиант»             | Der Blaue Diamant       | 17 сентября 1910 | 431           |
| 3 | «Поддельная картина Рембрандта» | Die Falschen Rembrandts | 7 октября 1910   | 295           |
| 4 | «Побег»                         | Die Flucht              | 24 декабря 1910  | 342           |
| 5 | «Конец Арсена Люпена»           | Arsene Lupins Ende      | 4 марта 1911     | 268           |